# Leptogenys malama
Leptogenys malama is een mierensoort uit de onderfamilie van de Ponerinae. De wetenschappelijke naam van de soort is voor het eerst geldig gepubliceerd in 2014 door Rakotonirina en Fisher.